# Korpus Czibulka
Korpus Czibulka (izvirno nemško Korps Czibulka) je bil korpus avstro-ogrske kopenske vojske, ki je bil aktiven med prvo svetovno vojno.

## Zgodovina
Obstajal je med januarjem in avgustom 1915, ko je bil preimenovan v 18. korpus.

## Poveljstvo
Poveljniki
- Klaudius Czibulka: januar - avgust 1915

Načelniki štaba
- Theodor von Zeynek: januar - marec 1915
- Hermann Langer von Langenrode: marec - junij 1915
- Julius Larisch: junij - avgust 1915